# العامریه (استان قلعه سراغنه)
العامریه (به فرانسوی: El Aamria) یک شهرک در مراکش است که در استان قلعه سراغنه واقع شده‌است. العامریه ۸٬۳۸۲ نفر جمعیت دارد.